# Jagdgeschwader 112
Das Jagdgeschwader 112 war ein Verband der Luftwaffe der Wehrmacht im Zweiten Weltkrieg.

## Geschichte
Die I. Gruppe des Jagdgeschwaders 112 wurde als Ausbildungseinheit am 15. Juli 1944 in Landau/Isar (Lage) aufgestellt. Ein Geschwaderstab oder weitere Gruppen bestanden nicht. Am 15. Oktober 1944 wurde die I. Gruppe in die II. Gruppe des Jagdgeschwaders 101 umbenannt. Damit hatte das Geschwader aufgehört zu bestehen.

## Gruppenkommandeur
I. Gruppe
- Hauptmann Waldemar Wübke, 15. Juli 1944 bis 15. Oktober 1944[4]